# Новополтавська сільська рада (Ключівський район)
Новополта́вська сільська рада (рос. Новополтавский сельский совет) — сільське поселення у складі Ключівського району Алтайського краю Росії.
Адміністративний центр — село Новополтава.

## Населення
Населення — 756 осіб (2019; 975 в 2010, 1248 у 2002).

## Склад
До складу сільської ради входять:
| Населений пункт   | Населення, осіб (2002) | Населення, осіб (2010) |
| ----------------- | ---------------------- | ---------------------- |
| Алексієвка, село  | 0                      | -                      |
| Новополтава, село | 947                    | 836                    |
| Петровка, село    | 301                    | 139                    |